# Szolgáltató modell
A szolgáltató modell programtervezési minta, amit a  Microsoft alkotott meg az ASP.NET Starter Kits számára, és a .NET 2.0 verziója formalizált. Alkalmazásával a program konfigurációtól függően választhat implementációt, például különböző adattárakhoz férhet hozzá, hogy megtalálja a login információt, de használhat különböző adattárolási módokat, mint adatbázist, XML-t, PostgreSQL, MySQL, vagy SQLite adatbázis-kezelőnyelveket. 
A .NET keretrendszer kiterjeszthető szolgáltatómodellje megengedi, hogy egy komponensnek több megvalósítása legyen az absztrakt gyár használatával. A szolgáltatók a ProviderBase osztály leszármazottai, és tipikusan gyártó metódus példányosítja őket. 
Az ASP.NET 2.0 szolgáltatómodellje bővítési pontokat kínál, ahova futásidőben betehetők a különféle megvalósítások. A szolgáltatásokat és a szerepeket interfészek vagy szerződések határozzák meg. A szolgáltatómodell a ProviderBase absztrakt osztállyal kezdődik. Ez kényszeríti ki, hogy a szolgáltatóknak legyen publikus Name és Description tagja, továbbá publikus Initialize metódusa. Ebből örökölnek a MembershipProvider és RoleProvider absztrakt osztályok, amelyek további tulajdonságokat és metódusokat adnak, hogy definiálják működésük speciális területeit.

## Fordítás
Ez a szócikk részben vagy egészben  a   Provider model című angol Wikipédia-szócikk fordításán alapul.  Az eredeti cikk szerkesztőit annak laptörténete sorolja fel. Ez a jelzés csupán a megfogalmazás eredetét és a szerzői jogokat jelzi, nem szolgál a cikkben szereplő információk forrásmegjelöléseként.